# Anna Wennerholm
Anna Sofia Wennerholm, född 14 oktober 1968 i Södertälje, är en svensk journalist och programledare.
Hon var tidigare programledare i Kanal 5:s Måndagsklubben. Hon har arbetat som artistbokare på bokningsbolaget Showringen, programledare på radiokanalen Klassiska hits och har haft en reportageserie i Aftonbladet.
År 2003 grundade Wennerholm Mwikahelp Childrens Organisation. Stiftelsens verksamhet är att förbättra barnens situation i Kenya genom att bidra till bygge av skolor och läkarmottagningar, småhus och mathämtning för hemlösa. Anna Wennerholm arbetar sedan 2010 huvudsakligen som agent.